# El duende de Jerez
El duende de Jerez és una pel·lícula de comèdia musical fantàstica espanyola del 1953 dirigida, escrita i produïda per Daniel Mangrané i protagonitzada per Paquita Rico. Fou una de les últimes pel·lícules rodades en cinefotocolor.

## Sinopsi
Durant les festes de la verema, arriba a Jerez de la Frontera un jove professor anglès per a determinar si el vi és beneficiós o no per la humanitat. També de l'Olimp és enviat un dels borratxos del quadre El triomf de Bacus de Diego Velázquez, encarregat per Bacus de defensar els beneficis del vi. Aquest s'enamorarà d'Isabel, la filla d'un dels més notables comerciants de vins d'Andalusia.

## Repartiment
- Paquita Rico	...	Isabel
- Ángel Jordán...	Professor Richard Birles
- Miguel Pastor 	...	Don Enrique
- Concha Ledesma ...	Dansaire
- Tina Vidal	...	Mare de Isabel
- José Manuel Pinillos	...	Rafael
- Enric Borràs		...	Baco
- Manolo García ...	Fill de Rafael
- Francisco Albiñana 	...	Colliter
- Fortunato García 	...	Colliter
- Modesto Cid...	Majordom

## Premis
La pel·lícula va aconseguir un premi econòmic de 400.000 ptes, als premis del Sindicat Nacional de l'Espectacle de 1953.